# These Are Powers
These Are Powers est un groupe de noise rock américain originaire de New York. Ils comptent trois albums avant leur séparation en 2011.

## Biographie
Le groupe se forme en 2006, il est composé de Pat Noecker (ex Liars), Anna Barie (guitare) et Ted McGrath (batterie). Ted McGrath a ensuite été remplacé par Bill Salas. Leur style de musique approche le rock expérimental et la musique électronique. Le producteur Bill Salas (Brenmar) remplace McGrath à la batterie au sein de These Are Powers à l'origine à la batterie acoustique, avant de passer à une batterie électronique. le groupe écrit l'EP Taro Tarot, et l'album All Aboard Future chez Salas à Chicago entre plusieurs tournées américaine et canadienne.
TAP joue et se popularise en Europe, et dans des musées et galeries. En 2009, ils possèdent une résidence en Chine et jouent quelques concerts organisés à l'échelle nationale par le label local Maybe Mars et les promoteurs Split Works. Leur dernière sortie est le vinyle CANDYMAN chez RVNG Intl.
Le groupe annonce sa séparation en février 2011.

## Discographie

### Albums studio
- 2007 : Terrific Seasons (Hoss Records, Dead Oceans)
- 2008 : Taro Tarot, (Hoss Records, Dead Oceans)
- 2009 : All Aboard Future, (Dead Oceans)

### Single
- 2007 : Silver Lung b/w Funeral Xylophone (Elsie and Jack Recordings)

### Split 7"
- 2008 : Cockles 7" (avec The Creeping Nobodies)

### Compilations
- 2006 : The South Angel (Remixes, CD-R)
- 2006 : These Are Powers (S/T CD-R and Cassette)
- 2007 : Love And Circuits (Cardboard Records)